# Juana Koslay
San Felipe
es una localidad del departamento Juan Martín de Pueyrredón, provincia de San Luis, Argentina.
Se encuentra a 9 km de la ciudad de San Luis por la RN 7, hacia el este.
La autoridad municipal se encuentra en el Barrio Las Chacras por la RP 20 km 11, camino por casi 7 km a lo largo de la RP 20, sobre la cual se asienta gran parte de sus servicios.
Creció sobre ese eje como un espacio no urbano y con edificaciones dispersas. Está conurbada con la gran urbe Gran San Luis, como "cinturón verde hortícola".

## Toponimia
En la región estaba el pueblo originario michilingüe donde vivía Koslay, uno de los caciques. Arocena Koslay, su hija, fue bautizada como Juana, quien se casó con el oficial Gómez Isleño, dándoles la merced de las tierras de Río V, hasta el límite con Córdoba. En honor a la princesa indígena la localidad debe su nombre

## Historia
La ciudad de Juana Koslay denominada "Ciudad Verde" fue fundada el 28 de febrero de 1989, separándose administrativamente del municipio de El Volcán, impulsado por decreto N.º 1720 del entonces gobernador de la provincia de San Luis, Adolfo Rodríguez Saá.

## Población
Contó con 12,467 habitantes (Indec, 2010). Es el tercer componente más poblado del Gran San Luis. Estas cifras incluye a los conocidos barrios de El Chorrillo, San Roque, Cerro Colorado, Las Chacras, Cruz de Piedra y Los Puquios.
Según el censo 2022 la población total del municipio fue de 19 696 personas. En tanto, el número de viviendas registradas fue de 7 011.Estos datos le valieron ser el quinto municipio más poblado de provincia.
| Gráfica de evolución demográfica de Juana Koslay entre 1991 y 2022 |
|                                                                    |
| Fuente: Censos nacionales del INDEC                                |

## Monumento al Pueblo Puntano de la Independencia

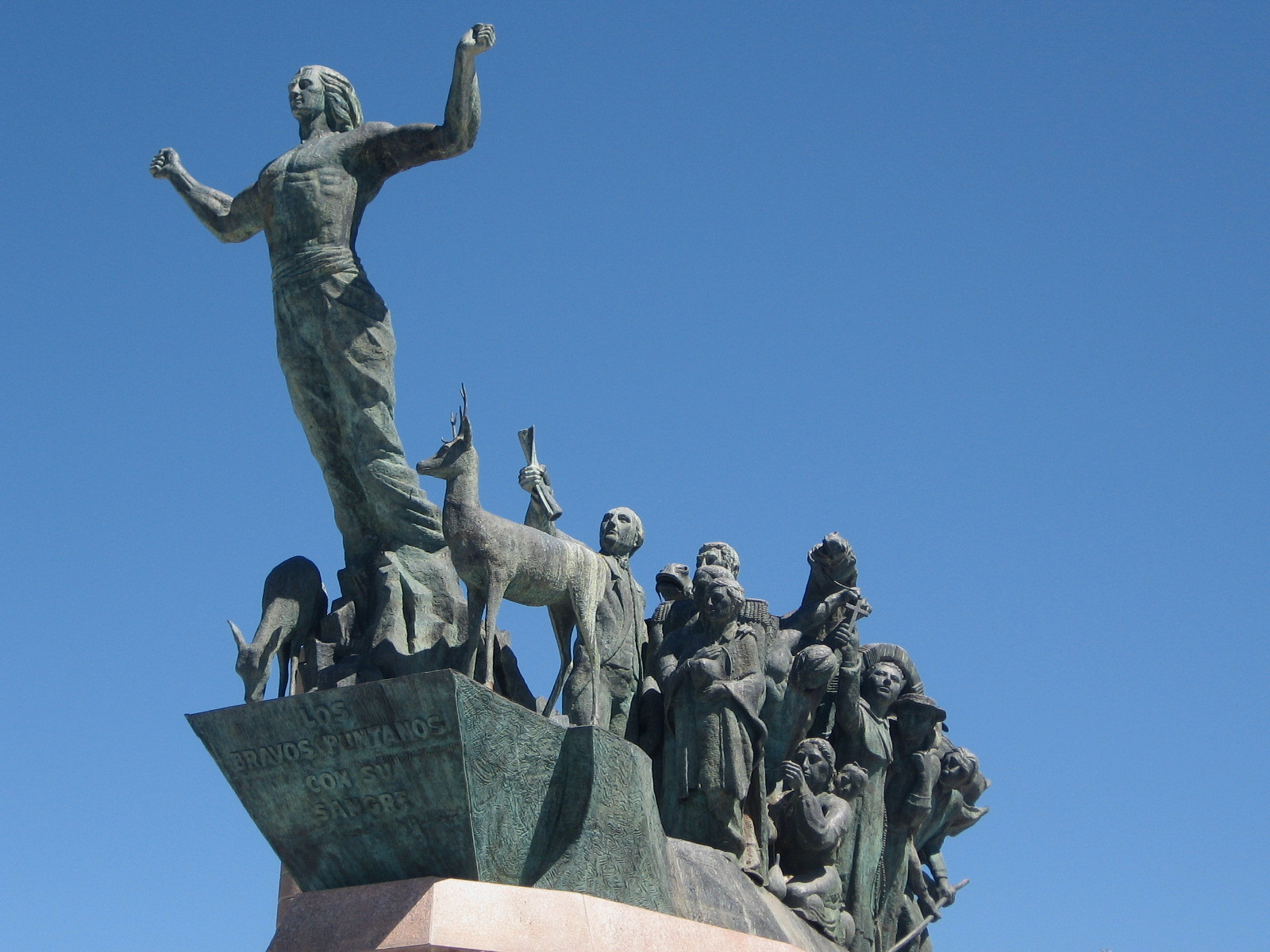
Grupo escultórico principal del monumento al Pueblo Puntano de la Independencia

Se encuentra a 10 km de la ciudad de San Luis y a 780 m s. n. m.; aquí funcionó en la llamada Chacra de Osorio, un campamento de reclutamiento destinado a preparar Granaderos a la orden del General José de San Martín, para su glorioso ejército que contribuyó a liberar a Chile y Perú.
Este monumento se encuentra en el denominado parque provincial Campamento de las Chacras, en lo cual confluye lo deportivo, histórico, lo ecológico y el esparcimiento.
El conjunto incluye la plaza América, el Portal de los Cóndores, la Casa Histórica de la familia Osorio, el Anfiteatro Patricias Puntanas, zonas de recreo, la reserva natural Francisca “Pancha” Hernández y el Club Valle de las Chacras.
La importancia de este solar, singular enclave geográfico, está ligada a su pasado histórico como símbolo permanente de la contribución sanluiseña a la Campaña Libertadora emprendida por el General José de San Martín.

### Historia
Hacia 1819, la contribución de San Luis a la causa independentista ya había superado los 5.000 hombres. En octubre de ese año, el entonces Teniente Gobernador de San Luis y el Coronel Vicente Dupuy, organizó un campamento para la realización de maniobras militares y, en la vieja casona del predio instaló un pequeño comando, armería, hospital y almacén para abastecimiento de los futuros escuadrones. Allí se fueron reuniendo los voluntarios sanluiseños, entre ellos Juan Pascual Pringles, uno de los más sobresalientes soldados de San Luis. Pero no sólo soldados se concentraron en las Chacras, porque incontables y anónimos brazos sanluiseños produjeron desde sables hasta herramientas y monturas.
En 1950, Víctor Saa reclamaba “el monumento que la justicia histórica debe cargar en la cuenta del agradecimiento póstumo, tarde sin duda, quizás porque la posteridad actual se siente aún comprometida por aquello de que pudiera parecer más que merecimiento impoluto, complacencia familiar localista, ya que, el protagonista heroico fue el Pueblo Puntano de la Independencia”. En una observación va más allá y puntualiza: “Es San Martín mismo quien (desde su monumento) señala con el índice el lugar donde debe erigirse el MONUMENTO AL PUEBLO PUNTANO DE LA INDEPENDENCIA, sitio que hoy no pasa de explanada solitaria arrullada por recuerdos heroicos y que esconde, más que muestra, la descuidada expresión de un pobrísimo homenaje foráneo al Libertador”. Cuarenta años más tarde, el reclamo comenzaba a hacerse realidad. Se realiza una convocatoria nacional con miras a erigir el citado monumento. Finalmente se inauguró el 17 de agosto de 1991, en ocasión del 141° Aniversario de la muerte del libertador General José de San Martín.

## Espacios de Recreación y Entretenimiento
Juana Koslay cuenta con una gran variedad de actividades y espacios durante todo el año, entre ellos:
- Complejo Ave Fénix, utilizado para la práctica de distintas disciplinas como básquet, balonmano y vóley; pero también es solicitado para el desarrollo de eventos culturales y artísticos. Tiene una capacidad para 2400 personas sentadas entre plateas y populares, un piso flotante de 15 m de ancho x 28 m de largo, 4 cabinas de transmisión, tablero electrónico tanteador, jirafas con levante hidráulico y electrónico para dos alturas: 2,6 m menores y 3,05 m mayores. El complejo tiene un espacio deportivo que demanda un gran trabajo de mantenimiento. Posee 4 canchas de tenis, 3 de pádel y 3 de fútbol (11, 9 y 7); y también una para jugar al sóftbol y dos 2 de beach vóley. Además de los entrenamientos que realizan las selecciones de San Luis que participarán de los Binacionales, el complejo ofrece deporte social gratuito para los vecinos de la zona. El Ave Fénix participará por primera vez del campeonato provincial de vóley con sus equipos masculinos y femeninos. También tiene sus representantes en el básquet y el fútbol femenino.

- Golf Club San Luis es uno de los sitios privilegiados por los amantes de este deporte. Inaugurado en 1954. Pasar por el predio, es una propuesta interesante. Los jugadores se verán desafiados por 12 hoyos dispuestos en un terreno cuyas ondulaciones le agregan dificultad al partido. Inserto en un paisaje natural atractivo el campo invita a ser parte de la competencia, y a disfrutar de la infraestructura y los servicios de calidad.

- Cerro de la Cruz o Punta de los Venados , distinguiéndose dentro del paisaje por sus 700 m s. n. m., este cerro es uno de los atractivos naturales de Juana Koslay. Sobre la cima, una gran cruz de madera indica el punto máximo de la colina. Desde arriba pueden observarse las panorámicas de la ciudad de San Luis y la ciudad de La Punta, hacia el oeste. Desde allí mismo, los cerros volcánicos de la zona de La Carolina  y El Morro se contemplan al mirar los paisajes del oriente. El recorrido por allí es una experiencia de aventura imperdible.

- Plazoleta del Mercosur , sobre el km 13 de la avenida Presidente Juan Domingo Perón se encuentra este espacio construido en 1996 y reinaugurado recientemente con el propósito de resignificar los distintos ambientes de la localidad. El monumento homenajea la visita de seis presidentes latinoamericanos a la provincia de San Luis a mediados de la década de 1990. Por estos días constituye uno de los lugares más vistosos y llamativos de Juana Koslay, brindando un grato paseo por el predio para sus habitantes y los turistas que deseen visitarlo.

- La Joaquina Open Mall, es uno de los centro de compras más importante de entretenimiento en la provincia de San Luis , hay variedades como locales de ropa, peluquerías, jugueterías, librerías, restaurantes, cafeterías. Allí se organizó por primera vez la 1° Fiesta de la Cerveza “Oktobeer Fest”. “La Fiesta nace de la fiesta alemana realizada en Villa General Belgrano (Córdoba), con cerveza industrial como Stella Artois, Quilmes, Andes y Brahama, en formato de cerveza tirada y en formato de cerveza en botella; y además a tiene cerveza artesanal de San Luis, Mendoza y Buenos Aires”
- Bares y Boliches, la localidad concentra una movida nocturna, donde los más jóvenes y adultos pueden disfrutar sin ningún tipo de dificultad. Abren sus puertas a partir del jueves y en feriados, cualquier día de la semana. Entre los boliches nocturnos más destacados se encuentran: Flay Disco, Aqua y La Mega.
- Estación de Interconexión Regional de Ómnibus, se encuentra en el ingreso de la localidad pasando el Puente Derivador que divide la ciudad de San Luis con Juana Koslay, cuenta con un importante centro de compras, locales, restarurantes, bancos, cafeterías y cines. Con el fin de consolidar el turismo de la provincia a nivel nacional, optimizar el desarrollo urbano de la ciudad, generar mayor fluidez vial y prestar un mejor servicio al usuario del sistema de transporte de pasajeros, al ciudadano de San Luis y al visitante, se inaugura el 17 de diciembre de 2012, la estación de interconexión regional de ómnibus de San Luis, abierta al público las 24 h los 365 días del año. Este magnífico edificio cuyo techo está inspirado en las líneas ondulantes de las sierras de San Luis integrándolo visualmente al paisaje circundante, se construyó en tres niveles con un gran hall central de distribución. En la Planta Baja se encuentra el hall de acceso, locales comerciales, patio de comidas, lugar de espera de colectivos y dársenas. En el Primer Piso se ubican las boleterías y en el subsuelo la zona de despacho y recepción de encomiendas, guarda equipajes, depósitos y playa de estacionamiento cubierta.[5]

## Casa de Gobierno Terrazas del Portezuelo
Terrazas del Portezuelo es la denominación de un conjunto de edificios y parque cívico en el cual se ha construido la nueva Casa de Gobierno de la provincia de San Luis, Argentina, primer edificio ecológico público del país, inaugurado el 9 de julio de 2010 como homenaje al bicentenario de la Revolución de Mayo por el gobernador Alberto Rodríguez Saá, el impulsor del proyecto. Su condición de primer edificio público sustentable de la República Argentina, fue certificado por la Fundación Proyecto Climático iniciada por Al Gore en octubre de 2011. Este emprendimiento está destinado a sede de la administración pública provincial y se encuentra en un cerro de unas 20 ha poblado por flora autóctona ubicado en las márgenes del Dique Chico, un reservorio de agua para riego emplazado en una depresión de la cadena serrana puntana, en la periferia sur de la ciudad de San Luis y en el ingreso de la ciudad de Juana Koslay, en un punto señalado por algunos expertos como el lugar original de la fundación de la ciudad. Tiene vistas panorámicas hacia la ciudad, el Portezuelo y las sierras de San Luis. Se conecta con la ciudad de San Luis a través de la avenida circundante al mismo, la avenida Parque y la RN 147 y desde la autopista RN 7 llamada Serranías Puntanas. El proyecto del lugar pertenece al arquitecto cordobés Esteban Bondone y fue pensado como un parque cívico y sustentable en el que conviven espacios y edificios de uso público.
Además de la Casa de Gobierno, el centro cívico está compuesto por cuatro edificios ministeriales: *Proyección a Futuro (Tecnología)
- Estrategias (Desarrollo Estratégico)
- Conservador (Economía)
- Capital (Recursos Humanos).

El conjunto se cierra con una plaza pública y el Hito del Bicentenario, una torre de 125 m de altura.

## Acueducto Vulpiani
En el año 1884 se construyó sobre el arroyo Las Chacras el acueducto que lleva el nombre del ingeniero que dirigió la labor, Oreste Vulpiani. El Ministerio de Obras Públicas de la Nación fue quien encomendó el montaje del conducto con características semejantes a las utilizadas por los romanos en la antigüedad. En el año 1909 debió reconstruirse el mismo por las consuetudinaris crecidas del río.

## Dique Cruz de Piedra
Se trata de una de las obras hídricas más antiguas de la provincia inaugurada en 1931. Es compartido también con la localidad de El Volcán en el extremo este.
Cuenta con unos 29 m de altura y una capacidad de 12,5 hm³. 
El murallón contiene las aguas de los ríos Volcán, Cuchi Corral y las del arroyo Los Puquitos. 
También una central hidroeléctrica forma parte del complejo y contribuye en el abastecimiento de energía a la ciudad de San Luis y Las Chacras. El acuífero también se aprovecha en sistemas de riego regionales.
El embalse es un llamativo espejo de agua que embellece el paisaje sanluiseño. Rodeado por vegetación y custodiado por la altura de las montañas el sitio resulta un privilegiado ambiente de ensueño.

## Parroquias de la Iglesia católica en Juana Koslay
| Diócesis  | San Luis                 |
| --------- | ------------------------ |
| Parroquia | Nuestra Señora de Fátima |